# III. třída okresu Brno-město
III. třída okresu Brno-město (Brněnská městská soutěž) patří společně s ostatními třetími třídami mezi deváté nejvyšší fotbalové soutěže v Česku. Je řízena Městským fotbalovým svazem Brno (MěFS Brno). Hraje se každý rok od léta do jara se zimní přestávkou. Účastní se ji 14 týmů z okresu Brno-město, každý s každým hraje jednou na domácím hřišti a jednou na hřišti soupeře. Celkem se tedy hraje 26 kol. Vítězem se stává tým s nejvyšším počtem bodů v tabulce a postupuje do II. třídy okresu Brno-město. Poslední dva týmy sestupovaly do IV. třídy (poslední sezona byla 2010/11). Do III. třídy postupoval vítězný a druhý tým z IV. třídy. Od sezóny 2009/2010 pod názvem Městská soutěž - Brno-město.

## Vítězové

### III. třída okresu Brno-město
| Ročník    | Vítězný tým                    |
| --------- | ------------------------------ |
| 1992/1993 | FC Sparta Brno „B“             |
| 1993/1994 | TJ Tatran Bohunice „B“         |
| 1994/1995 | ...                            |
| 1995/1996 | ...                            |
| 1996/1997 | FC Zeman Brno „D“              |
| 1997/1998 | TJ Tatran Kohoutovice          |
| 1998/1999 | VTJ VA Brno                    |
| 1999/2000 | FC Medlánky „B“                |
| 2000/2001 | ...                            |
| 2001/2002 | TJ MCV Brno                    |
| 2002/2003 | TJ Tatran Starý Lískovec       |
| 2003/2004 | SK Řícmanice                   |
| 2004/2005 | SK Jundrov                     |
| 2005/2006 | TJ MCV Brno                    |
| 2006/2007 | SK Obřany                      |
| 2007/2008 | FC Slovan Brno „B“             |
| 2008/2009 | SK Řečkovice „B“               |
| 2009/2010 | TJ Start Brno                  |
| 2010/2011 | TJ Sokol Bílovice nad Svitavou |
| 2011/2012 | SK Slatina „B“                 |
| 2012/2013 | FK SK Bosonohy „B“             |
| 2013/2014 | SK Jundrov                     |
| 2014/2015 | FC Medlánky „B“                |
| 2015/2016 | TJ Tatran Starý Lískovec „B“   |
| 2016/2017 | TJ Start Brno „B“              |
| 2017/2018 | TJ MCV Brno                    |
| 2018/2019 |                                |
| 2019/2020 |                                |